# Будинок на вулиці Вірменській, 28 (Львів)
Будинок на вулиці Вірменській, 28 (також кам'яниця Бернатовичівська Друга; конскрипційний № 136) — житловий будинок кінця XIX століття, пам'ятка архітектури місцевого значення (охоронний № 863). Розташований в історичному центрі Львова, на вулиці Вірменській під № 28.

## Історія
На місці сучасного будинку стояла зведена наприкінці XVI століття у стилі ренесанс кам'яниця Ієронима Піноцці, керівника львівського монетного двору. У XVII—XVIII століттях вона належала родині Бернатовичів, зокрема, у 1622 році власниками кам'яниці були нащадки Миколая Бернатовича, у 1630—1647 роках будинок належав Кристофу Бернатовичу, у 1650—1670 роках — його нащадкам, у 1671—1767 роках будинок був відомий як кам'яниця Граціана Бернатовича.
Станом на 1871 і 1889 роки будинок належав Пінкасу Шіффману.
Кам'яниця була триповерховою, з вузьким тривіконним фасадом, оздобленим кам'яним ренесансним порталом та кам'яними різьбленими лиштвами. У 1898 році з метою розширення вулиці Вірменської стару кам'яницю розібрали та звели нову, яка розміщувалася трохи на відстані від червоної лінії забудови. Зображення старого будинку збереглося на рисунках і кресленнях архітектора Міхала Ковальчука та художника Юліуша Макаревича.
У 1916 році будинком володів Якуб Морецький, у 1934 році — Фрімета Раттнер.
За радянських часів, у 1950-х—1960-х роках у будинку розміщувався гуртожиток № 1 Інституту прикладного мистецтва.

## Опис
Будинок чотириповерховий, зведений у стилі еклектичного історизму. Фасад вузький, тричастинний, має багате оздоблення, яке певною мірою повторює декор первісної кам'яниці. Перший поверх рустований, інші тиньковані. На лівій осі розташований головний вхід, виконаний у вигляді аркового порталу, прикрашеного замковим каменем. На другому поверсі, в центрі — масивний кам'яний балкон із балюстрадами, який підтримують два кронштейни, прикрашені рослинним декором. Вікна першого і другого поверху напівциркульні, на першому поверсі прикрашені замковими каменями у вигляді аканта, на другому поверсі — обрамовані пілястрами коринфського ордеру з невеликими маскаронами левів у нижній частині. На крайніх вікнах другого поверху — лучкові сандрики з картушами у фризі, над середнім — трикутний сандрик з аналогічним декором. Вікна третього поверху прямокутні, облямовані прямокутними лиштвами і також прикрашені сандриками, подібно до вікон поверху нижче, але в іншому порядку: крайні вікна мають трикутні сандрики, центральне — лучковий. Вікна четвертого поверху також прямокутні, але декоровані лише лиштвами та віньєтками. Завершується фасад розвиненим карнизом на кронштейнах.